# Fernando Durán Ayanegui
Fernando Durán Ayanegui (Alajuela, 3 de agosto de 1939) es un escritor, académico y químico costarricense, rector de la Universidad de Costa Rica en tres periodos y autor de varias novelas, cuentos, poemas, cuadros de humorismo, ensayos, artículos académicos y obras de teatro. Ha sido ganador en varias ocasiones del Premio Nacional Aquileo J. Echeverría.

## Biografía
Nació en Alajuela, el 3 de agosto de 1939, hijo de padres artesanos. Durante su infancia viajó a varios países, permaneciendo seis años en Cuba. En 1956, obtuvo el título de Químico Industrial de la Escuela Superior de Artes y Oficios de La Habana. De regreso a Costa Rica, sus títulos no fueron reconocidos, por lo que ingresó en la Universidad de Costa Rica en 1959, donde se graduó de bachiller en Química en 1964. Posteriormente realizó estudios de posgrado en la Universidad Católica de Lovaina, Bélgica, donde obtuvo el doctorado de Ciencias en 1971, y luego hizo el postdoctorado en la Universidad de Harvard, Massachusetts.
Fue dirigente estudiantil universitario y posteriormente profesor asociado e invitado de la Escuela de Química de la Universidad de Costa Rica. Posteriormente, fue Decano de la Facultad de Ciencias, Coordinador del Sistema de Estudios de Postgrado, Vicerrector de Docencia. Participó en diversos estudios de investigación, entre ellos uno sobre la síntesis total de la vitamina B12 durante su estadía en la Universidad de Harvard. 
En 1981 asumió la Rectoría de la Universidad de Costa Rica, teniendo que enfrentar la crisis económica de 1982 que amenazó el inicio del curso lectivo de dicha universidad. Fue rector de la Universidad en tres periodos: entre agosto y septiembre de 1981, entre 1981 y 1985, y entre 1985 y 1988. Durante su gestión, se realizaron diversas obras de infraestructura en la Universidad de Costa Rica y sus sedes a distancia, así como se inauguró el Sistema Universitario de Televisión Canal 15.
Entre 2003 y 2015, fue miembro de la Academia Costarricense de la Lengua, ocupando la silla "O". Anteriormente fue Presidente de la Asociación de Autores de Costa Rica durante ocho años.

## Obra literaria
Desde 1959 ha publicado ensayos, cuentos, artículos de opinión, humorismo, novelas, poemas y artículos académicos. Sus principales obras, principalmente cuentos, se enmarcan en la temática de la crítica social, el humor, lo fantástico y la ciencia ficción Su novela más conocida, Las estirpes de Montánchez (1993), englobada dentro de las obras los escritores de la llamada Generación del desencanto o Postmodernidad (1980 en adelante), es un texto complejo que desarrolla dos historias paralelas, con personajes que se desdoblan y cambian de identidad, saltos espacio-temporales, anacronismos, y mistificación constante de datos históricos y fechas, ofreciendo la imagen de Costa Rica como un país latinoamericano cuya historia está marcada por la enajenación, el enmascaramiento de las identidades, y el hundimiento en una violencia autodestructora.
Novelas
- Retorno al Kilimanjaro (1988).
- Las estirpes de Montánchez (1993).
- Cuando desaparecieron los topos  (1994).
- La joya manchada (1995).
- El lugar común en la sonrisa (1997).
- Tienes nombre de arcángel (1998).
- La maldición del Réquiem (2015).
- Un par de clavos (2015).
- Los Buitres (2015).
- La desconocida (2015).

Cuentos
- Dos reales y otros y otros cuentos (1971).
- El último que se duerma (1976).
- Salgamos al campo (1977).
- El benefactor y otros relatos (1981).
- Diga que me vio aquí (1981).
- Cuentos para Laura (1986).
- El rey que se apoderó de la luna (1986).
- Las aventuras de Camote (1986).
- El viaje de la familia Hueco (1988).
- Opus 13 para cimarrona (1989).
- Dos reales y el puntito curioso (1993).
- El fin de la historia (1993).
- Y yo jamás veré Marsella (2000).
- Una macedonia (2000).
- Minirrelatos (2004).
- Relatos (2004).
- Animalarriba y Animalabajo (2015)

```
 "La niña Bertha y el señor Kafka" (2016).
"El mensaje de los dioses" (2018)
"La crisis de la ballena" (2019)
"Descontaminación y otros relatos" (2020)
```

Obras de teatro
- Billy come back (1994).
- La poca ejemplar historia de Julio César Pérez y el escuadrón de la muerte (1994).

"Los visitantes" (2028)
Poesías
- Hojas en el viento (1993).
- Haikus (2004).

"Lapidarium" (2019).
Ensayo y aforismos
"Mi pequeño bazar" (1980)
"Universidad, cambio de guardia" (1981)
"Desde la Universidad. reflexiones de un rector" (1986)
"Aforismos sin aforo". (2000)
"Silencios de sobremesa. (2006)